# Gragnano
Gragnano es un municipio italiano localizado en la ciudad metropolitana de Nápoles, región de Campania. Cuenta con 29 136 habitantes en 14,64 km². Se encuentra a los pies de los montes Lattari, en posición estratégica en cuanto a vistas.
Es famoso a nivel mundial por la gastronomía en cuanto a Gragnano, asociada desde siempre a la producción de pasta, que se remonta a la segunda mitad del siglo XVI. En Gragnano, de hecho, se producían y se producen los famosos "macarrones", primero a nivel familiar, luego industrial como testifican los fabricantes de pasta de larga tradición que allí se encuentran.
Gragnano también es famosa por su producción de lácteos de los que hay que citar el provolone del monje, símbolo de la gastronomía de Campania además de la napolitana. Ese producto fue en otro tiempo el símbolo de identidad y de pertenencia, por lo que los emigrantes se lo llevaban.
También hay que citar el famoso vino de Gragnano, símbolo de antiguas tradiciones de estos lugares, y el panuozzo.
Pero Gragnano no tiene una historia antigua solo por la gastronomía. En el territorio hay murallas, cinco torres y dos puertas que testifican la antigüedad de esta ciudad. Esos restos proceden de un castillo originario, según algunos, de finales del siglo XII.
Para visitar la iglesia de Santa María Assunta, ex-sede del decanato de donde se conserva una antigua escultura románica; la iglesia de nuestra Señora del Monte Carmelo, la iglesia de Corpus Christi y la iglesia de San Juan Bautista, también conocida como iglesia de San Sebastián.

## Demografía
| Gráfica de evolución demográfica de Gragnano entre 1861 y 2011 |
|                                                                |
| Fuente ISTAT - elaboración gráfica de Wikipedia                |

## Galería

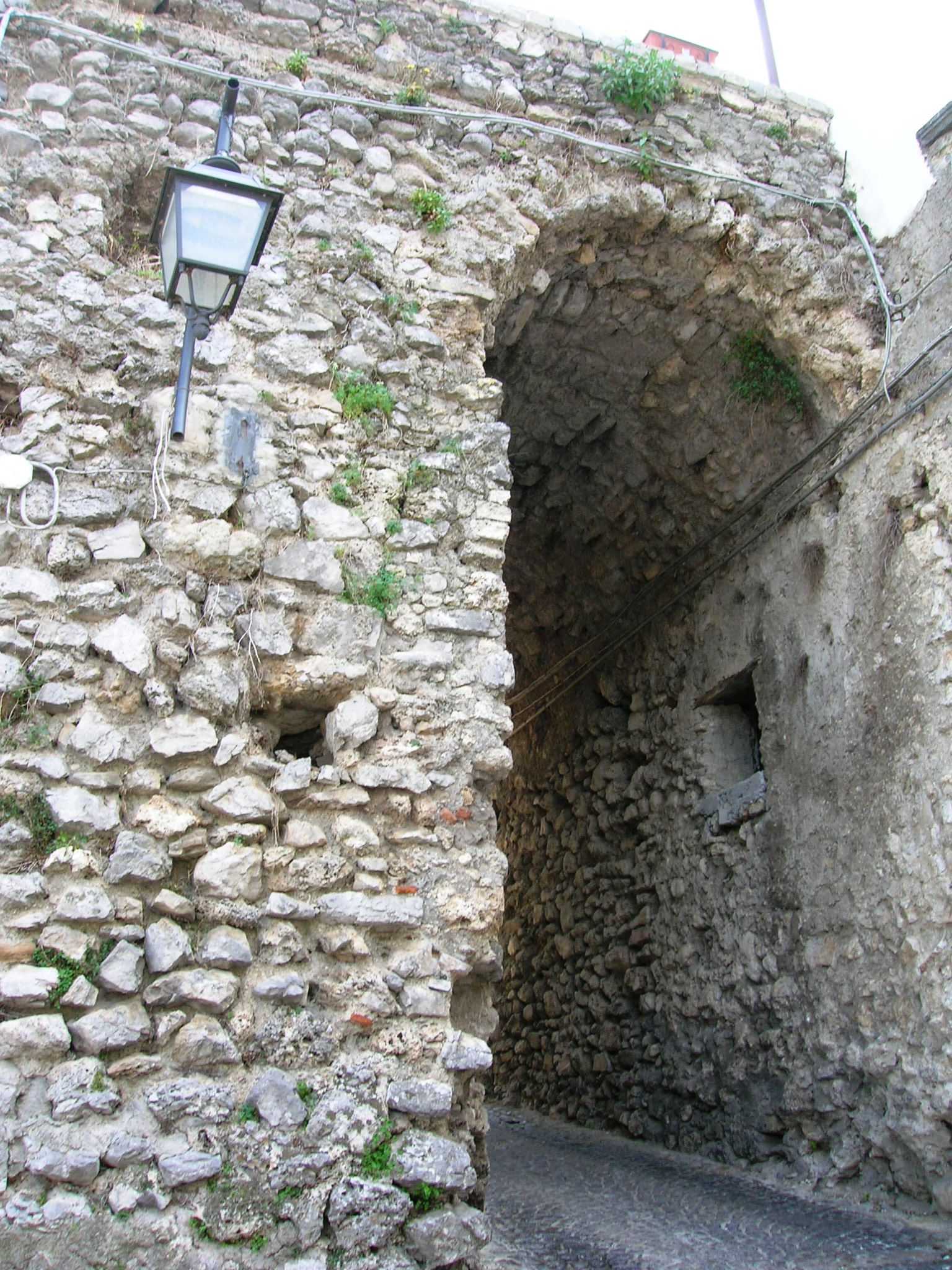
Entrada al Castillo de Gragnano.
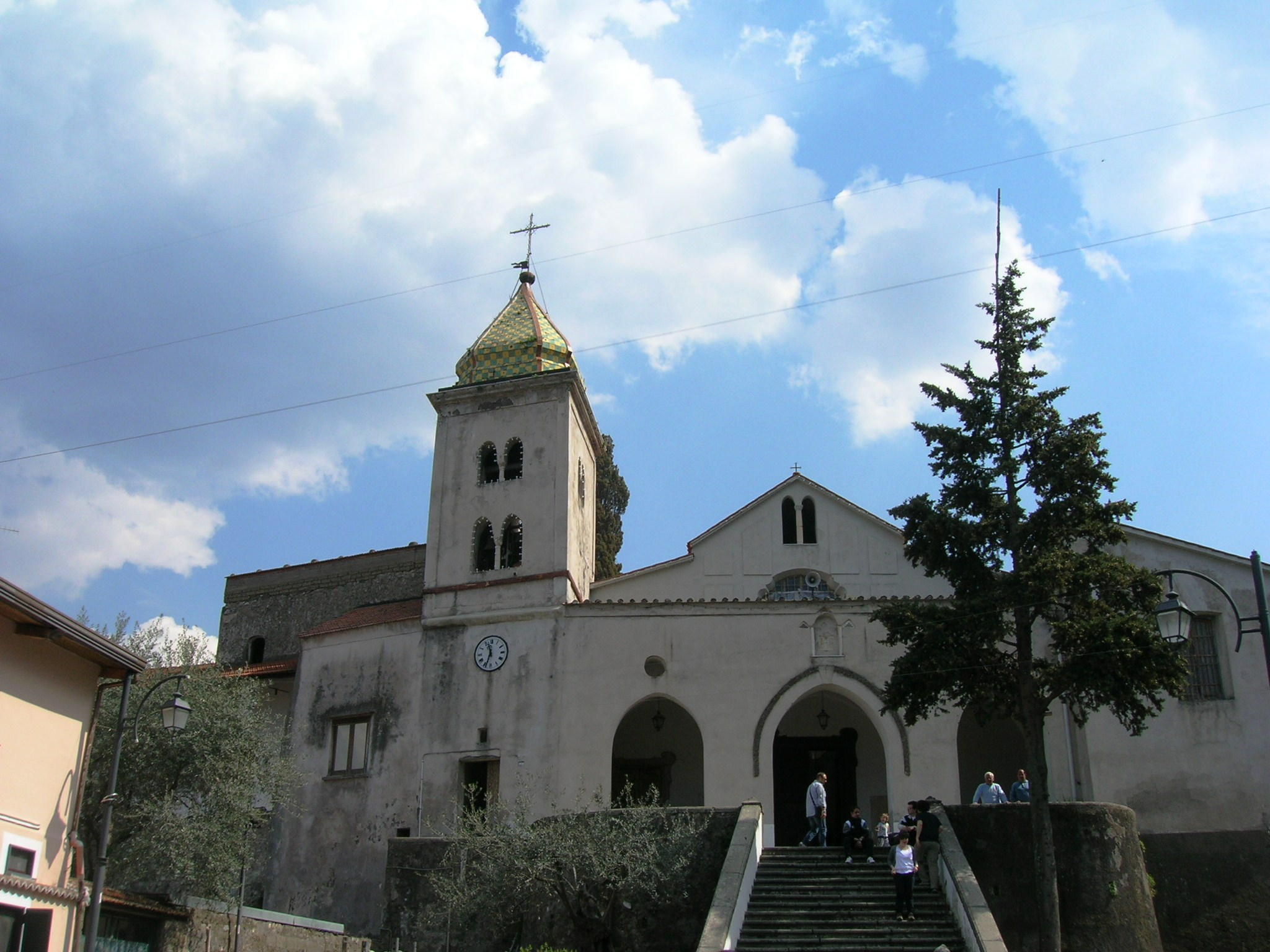
Iglesia de Santa María de la Asunción.
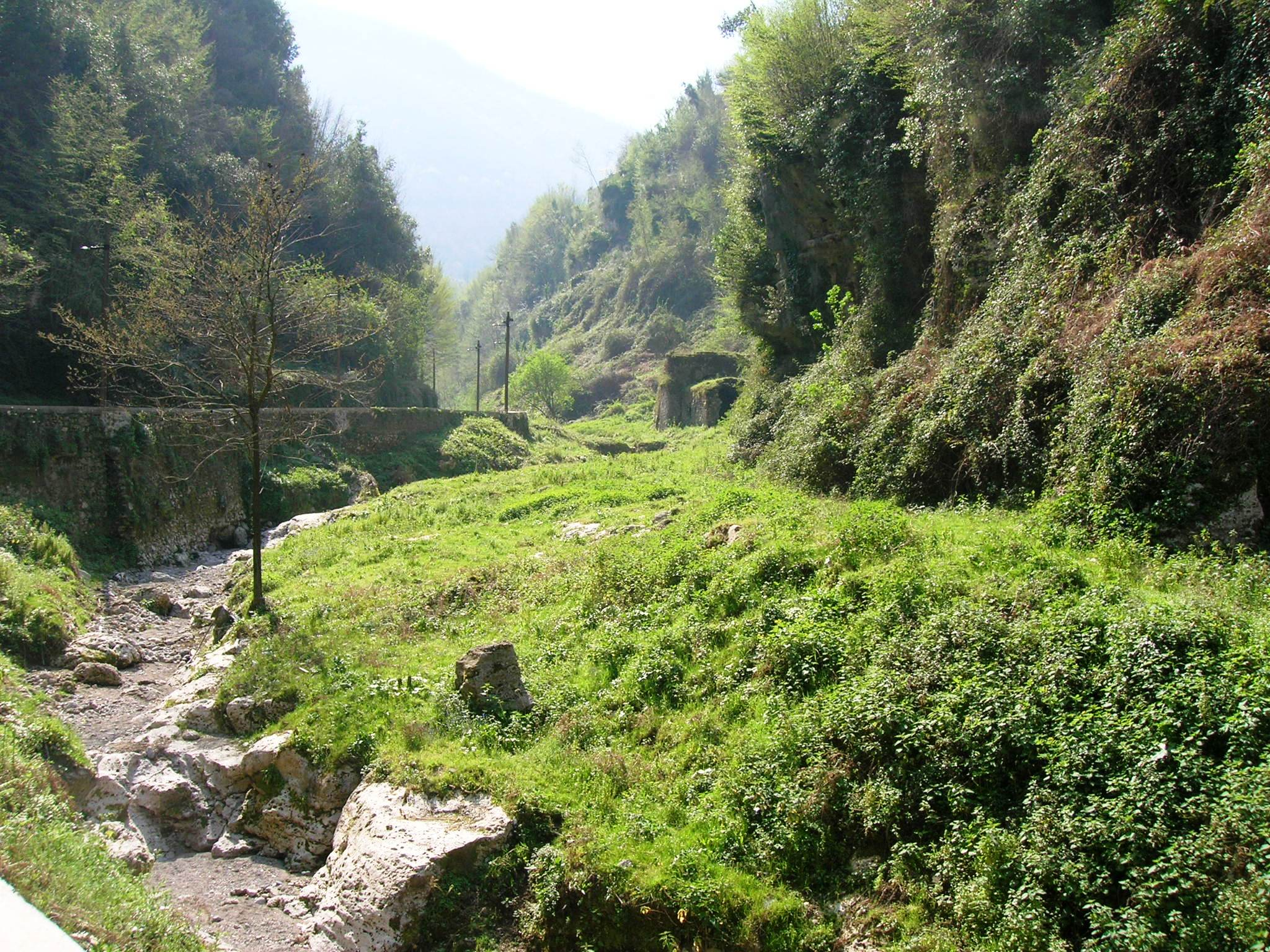
Valle de los Molinos.
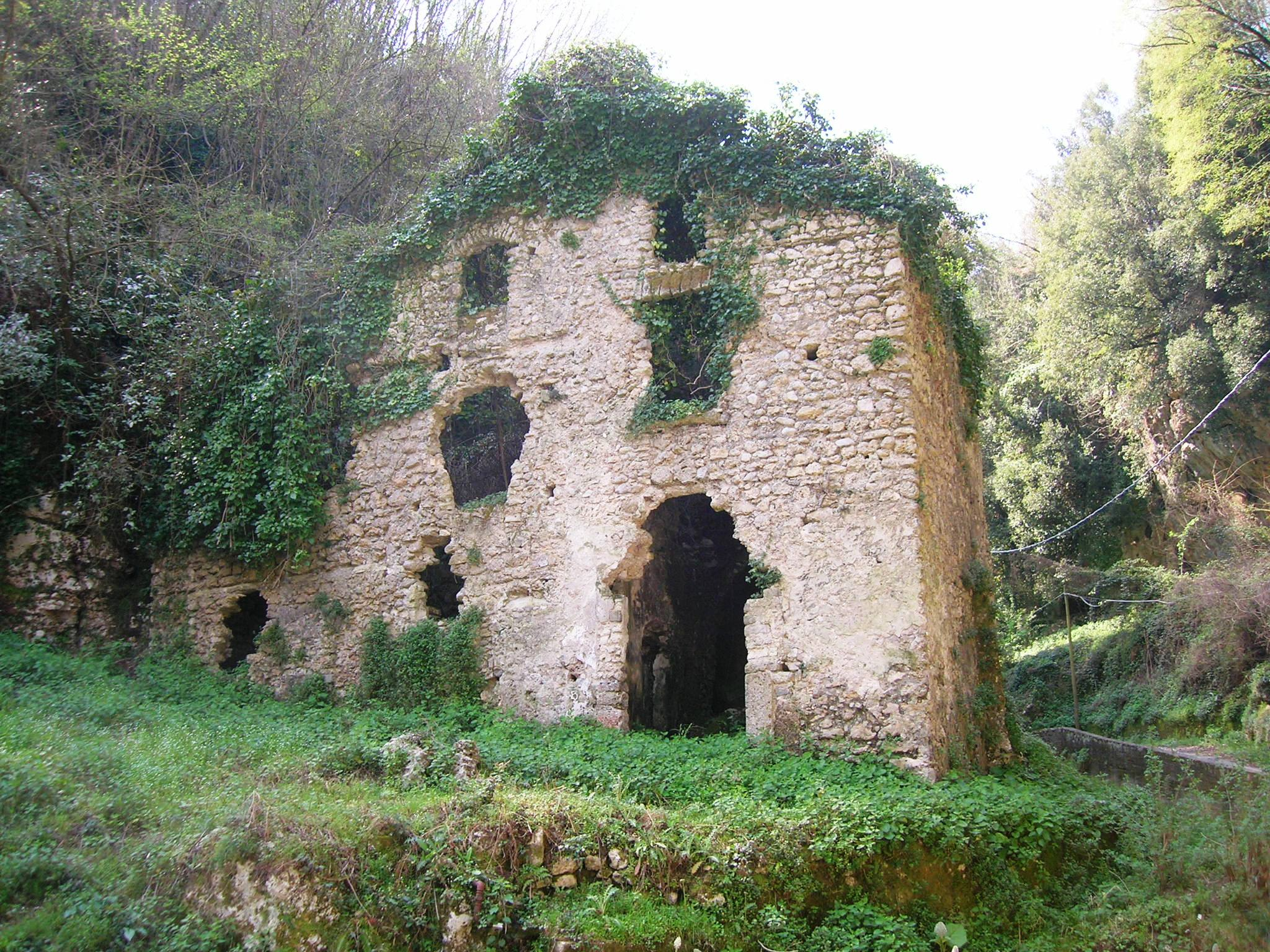
Antiguo molino.
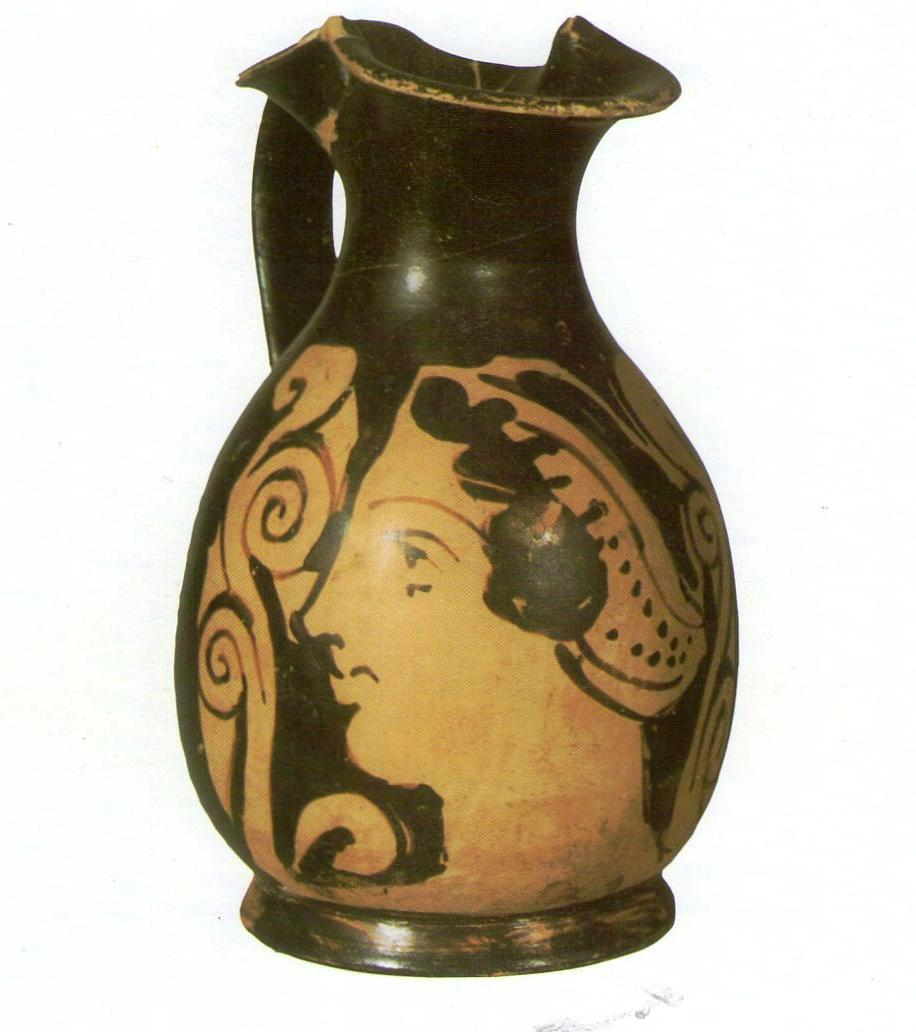
Enócoe procedente de la necrópolis de Madonna delle Grazie.
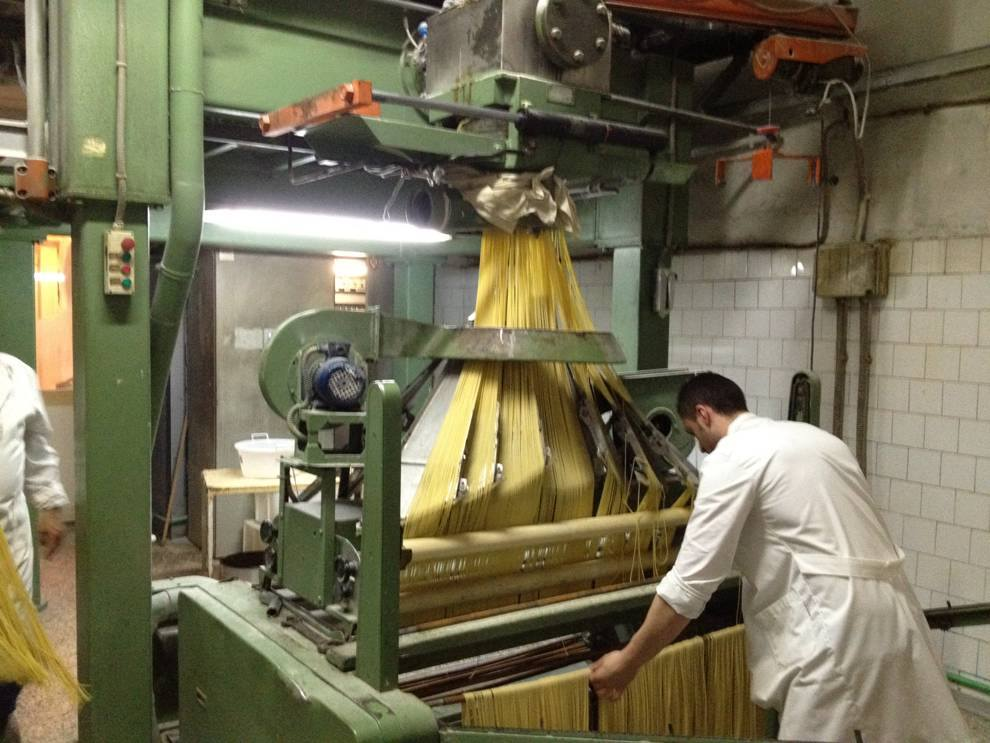
Fábrica de pastas.
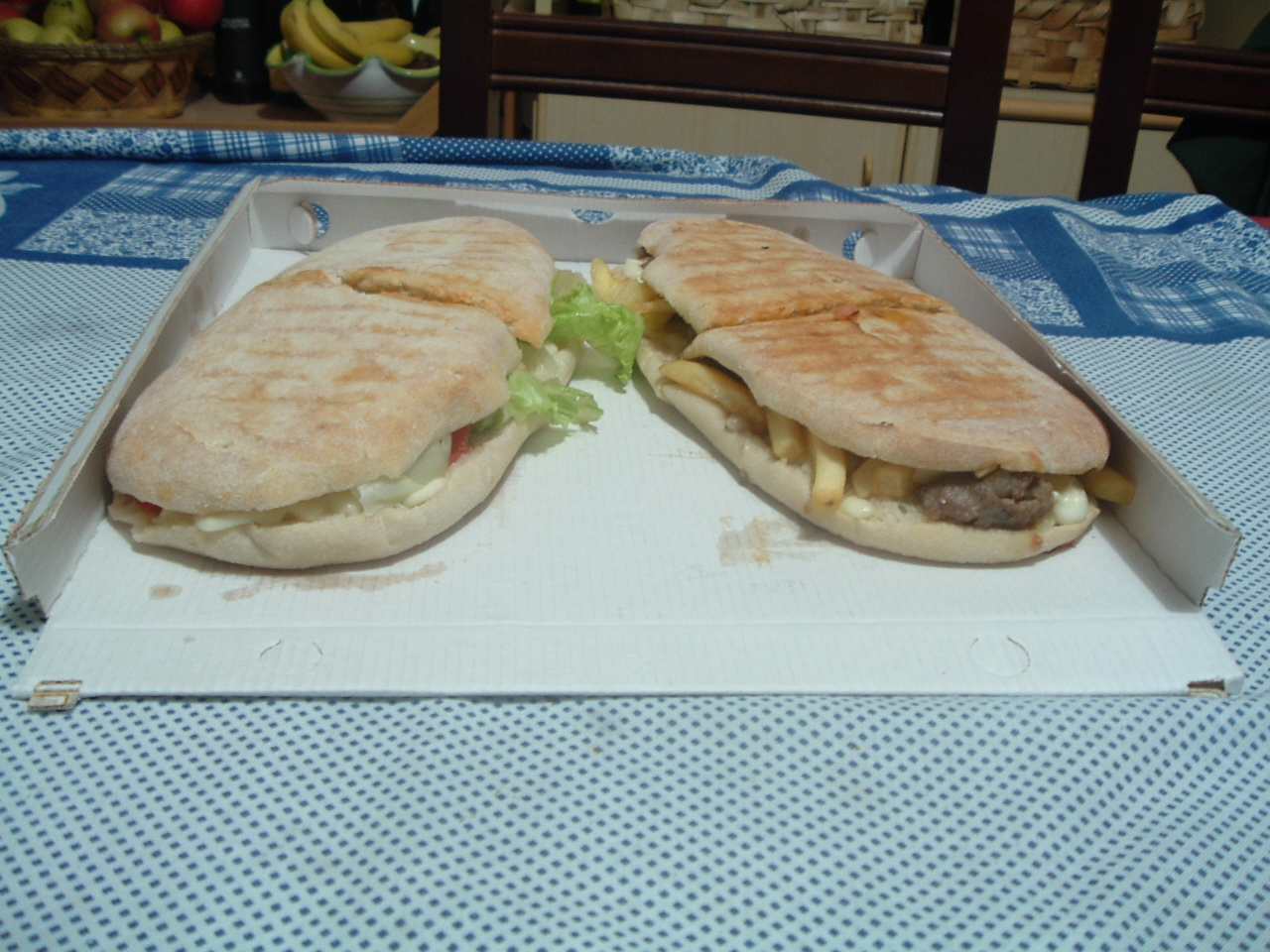
El panuozzo, plato típico tradicional de Gragnano.